# Васил Гюзелев
Васил Тодоров Гюзелев е виден български историк, изследовател на българското средновековие, академик на Българската академия на науките.

## Биография
Роден е на 19 октомври 1936 г. в село Раковски, днес квартал на Димитровград. През 1954 – 1959 г. следва история и археология във Философско-историческия факултет на Софийския държавен университет и се дипломира със защита на дипломна работа на тема „Езически религиозни вярвания и погребални обичаи на югоизточните славяни“ с научен ръководител проф. Атанас Милчев. За кратко е уредник в Историческия музей в Димитровград. През 1961 – 1972 г. е асистент по средновековна българска история във Философско-историческия факултет на Софийския университет. Защитава докторат (дисертация за кандидат на историческите науки) на тема „Институциите кавхан и ичиргу боила. Принос към военно-административната уредба на Първата българска държава (VII-XI в.)“ (1971).
От 1972 до 1980 г. е секретен сътрудник на Държавна сигурност.
През 1972 – 1982 г. е доцент по средновековна българска история в Историческия факултет на Софийския университет. Хабилитационен труд: „Княз Борис Първи. България през втората половина на IX век.“ Ръководител е на Катедра по история на България в Историческия факултет на Софийския университет (1974 – 1984) и на Секция „Средновековна история на България“ в Института по история при Българска академия на науките (1977 – 1983). Директор на Националния исторически музей (1975 – 1977). Професор по средновековна българска история в Историческия факултет на Софийския университет (1982 – 2003). През периода 1984 – 2000 г. е директор на Българския изследователски институт в Австрия в Дом Витгенщайн.
Член-кореспондент (1995), а от 2003 г. – редовен член (академик) на Българска академия на науките.
Специализирал е във Виена, Будапеща, Генуа, Вашингтон.
Гост-професор и лектор в Московския държавен университет, Кьолнския университет, Лайпцигския университет, Великотърновския университет.
Носител на международната „Хердерова награда“ (2003) и на Евтимиева награда на Великотърновския университет (2017).
Автор на повече от 50 книги и над 240 студии и статии.

### За него
- Тангра. Сборник в чест на 70-годишнината на акад. Васил Гюзелев. София, 2006.
- Библиография на научните трудове на преподавателите на Историческия факултет на Софийския университет „Св. Климент Охридски“ (1995 – 2005). Съст. Й. Спасова и П. Тепавичарова. София, 2006, с. 48 – 54.
- Тепавичарова, П., Николов, Г. Биобиблиография на Васил Гюзелев. София, 1996.